# 당 애제
당 애황제 이축(唐 哀皇帝 李柷, 892년 10월 27일(음력 9월 3일) ~ 908년 3월 25일(음력 2월 21일))는 중국 당나라의 제20대 황제(재위: 904년 ~ 907년)이자 마지막 황제로, 당 소종의 9번째 아들이다. 원래 이름은 이조(李祚)였으나, 904년 소종의 사후에 그의 명의로 황태자가 되면서 이축으로 개명하였다. 당대에 막강한 권력을 누리던 대군벌 주전충이 소종을 폐위·시해하고 세운 꼭두각시 황제로, 907년 말에 주전충의 강압에 의하여 그에게 제위를 선양하였고, 얼마 못 가 독살당하였다.

## 생애
당 소종과 하황후 사이에서 태어난 아홉째 아들이며, 폐위된 전 황태자 덕왕 이유의 동생이었다. 후량을 세운 주전충에게 제위를 선양하여 당나라가 멸망했다. 이후 제음왕에 봉해졌으나, 908년 2월 21일 독살당하고 애황제(哀皇帝)로 추시되었다.

## 사후
후량이 멸망하고 후당이 선 뒤 명종 연간에 유사(有司)에서 경종(景宗)의 묘호와 소선광렬효황제(昭宣光烈孝皇帝)의 시호를 추증할 것을 청했는데, 시호는 받아들여졌지만 묘호는 채용되지 않고 취소되었다.

## 재상
동중서문하평장사
- 최원(904년 ~ 905년)
- 배추(904년 ~ 905년)
- 독고손(904년 ~ 905년)
- 유찬(904년 ~ 905년)
- 장문울(905년 ~ 907년)
- 양섭(905년 ~ 907년)

## 기년
| 애제        | 원년            | 2년        | 3년        | 4년        |
| ----------- | --------------- | ---------- | ---------- | ---------- |
| 서력 (西曆) | 904년           | 905년      | 906년      | 907년      |
| 간지 (干支) | 갑자(甲子)      | 을축(乙丑) | 병인(丙寅) | 정묘(丁卯) |
| 연호 (年號) | 천우(天祐) 원년 | 2년        | 3년        | 4년        |